# Viktor Siemerling

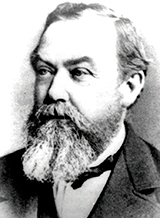
Viktor Siemerling

Viktor Julius Friedrich Siemerling (* 3. Februar 1823 in Neubrandenburg; † 1. Januar 1879 ebenda) war ein deutscher Apotheker, Kaufmann und Bankier.

## Leben
Viktor Siemerling war ältester Sohn und eins von fünf Kindern des Neubrandenburger Apothekers und Kaufmanns Ludwig Siemerling (1791–1853) und dessen Frau Pauline, geb. Meyenn (1804–1852), Tochter eines Rostocker Tuchfabrikanten. Er absolvierte ein Studium in Jena, wurde zum Dr. phil. promoviert, übernahm 1848 die Apotheke seines Vaters und wurde nach dessen Tod 1853 auch Inhaber des Kaufmannsgeschäfts. Zudem war er auch als Bankier tätig und besaß das Rittergut Arnhausen in Pommern.
Mit seinen Geschäften hatte Siemerling wesentlichen Anteil an der wirtschaftlichen Entwicklung der Stadt. 1847 wurde er Mitglied des Vereins der Freunde der Naturgeschichte in Mecklenburg. Er war 1868 neben den Rostocker Unternehmern Friedrich Witte, Carl Josephi, Wilhelm Scheel u. a. beteiligt an der Gründung des Allgemeinen Mecklenburgischen Handelsvereins. 1872 gehörte er zu den Gründungsvätern des Neubrandenburger Museumsvereins, der bis in die 1930er Jahre das heutige Regionalmuseum Neubrandenburg im Treptower Tor betrieb.
Viktor Siemerling war befreundet mit Fritz Reuter, mit den Bürgermeistern Wilhelm Ahlers und Friedrich Brückner, dessen Bruder, dem Arzt Ludwig Brückner, und mit den Historikern Ernst und Franz Boll. Für Fritz Reuter war Siemerling nicht nur Freund, sondern auch Bankier. So übernahm er etwa 1858 die Druckkosten für „Kein Hüsung“ und gewährte Reuter finanzielle Unterstützung bei dessen Gesellschaftsreise nach Konstantinopel im Jahre 1864. Fritz Reuter setzte ihm dafür ein literarisches Denkmal in „De Reis’ nah Konstantinopel“ (1868) und in „De Urgeschicht von Meckelnborg“ (1877).
Viktor Siemerling war seit 1849 mit der Malchiner Kaufmannstochter Ottilie, geb. Lüders (1826–1903) verheiratet, mit der er fünf Söhne und zwei Töchter hatte. Der Jurist und Landgerichtspräsident Carl Piper (1837–1919), der ab 1872 als Staatsminister von Mecklenburg-Strelitz amtierte, war sein Schwiegersohn. 
Nach  Siemerlings Tod führte zunächst seine Witwe das Kaufmannsgeschäft weiter, bis es der Sohn Peter (1862–1903) übernahm. Die Apotheke war bereits 1867 verpachtet und 1871 mit der angeschlossenen Miniralwasseranstalt unter der Auflage verkauft worden, dass alle späteren Besitzer sie als „Siemerlingsche Apotheke“ führen mussten. Viktor Siemerlings Grab befand sich auf dem Neubrandenburger Alten Friedhof. Fotos davon sind nicht bekannt.

## Siemerling-Sozialpreis
Als Würdigung des sozialen Engagement der Siemerling-Familie haben der Dreikönigsverein Neubrandenburg e.V. und dessen Dreikönigs-Stiftung den Siemerling-Sozialpreis ins Leben gerufen, einen Sozialpreis für Mecklenburg-Vorpommern, der seit 1994 jährlich vergeben wird. „Er soll innovative und effektive Projekte und Initiativen im sozialen Bereich würdigen und engagierte Personen oder Gruppen auszeichnen.“ Der Preis ist mit 10.000 Euro dotiert, daneben erhalten die Preisträger die von dem Franziskanerpater Laurentius Ulrich Englisch geschaffene Bronzeplastik „Das Lamm im offenen Buch“.
Namensgeber für den Preis waren Christian Siemerling (1719–1796), Arzt, Apotheker und Kaufmann und Begründer der Neubrandenburger Familie und sein Urenkel Viktor Siemerling, der „als sozial handelnder Apotheker, aber auch als Bankier die markanteste Persönlichkeit der Familie Siemerling war.“